# Hernando de Esturmio

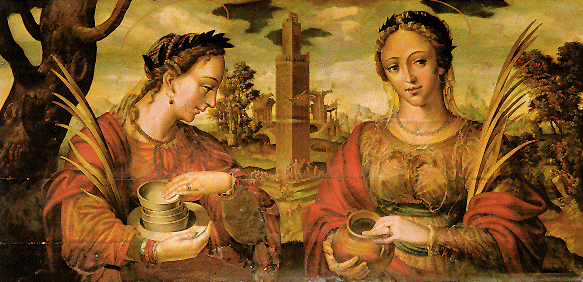
Santes Justa i Rufina. Capella dels Evangelistes de la Catedral de Sevilla.

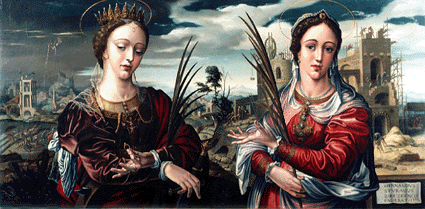
Santa Catalina i Santa Bárbara. Capella dels Evangelistas de la Catedral de Sevilla.

Hernando de Esturmio (Zierikzee, c. 1515-Sevilla, 1556) va ser un pintor holandès del renaixement espanyol.

## Biografia
Dels seus primers anys no es tenen notícies certes, es creu que va haver de néixer el 1515 en Zieriksee (els Països Baixos), traslladant-se a Sevilla el 1537 quan comptava uns 22 anys. En aquesta ciutat es va casar i va tenir quatre fills, convertint-se en un artista prolífic i d'èxit.
El seu estil basat en les conells que va haver de rebre en el seu aprenentatge a Holanda, té també influències italianes, podent-lo comparar a altres pintors renaixentistes holandesos com Jan van Scorel o Maarten van Heemskerck, artista aquest últim amb qui va poder coincidir a la seva joventut o bé va tenir coneixement de la seva obra mitjançant diferents gravats.

## Obres
- La seva primera obra documentada són les pintures del retaule de Sant Pere i [Sant | San] Pau de l'Església de Sant Pere a Arcos de la Frontera (Cadis).
- Pintures per al retaule de l'antiga Universitat d'Osuna (1548).
- Pintures per al retaule de la Capella dels Evangelistes de la Catedral de Sevilla (1555)